# Eta Canis Minoris
Eta Canis Minoris (η CMi / Eta Canis Minoris) è una stella gigante bianco-gialla di magnitudine 5,24 situata nella costellazione del Cane Minore. Dista 351 anni luce dal sistema solare.

## Osservazione
Si tratta di una stella situata nell'emisfero celeste boreale, ma molto in prossimità dell'equatore celeste; ciò comporta che possa essere osservata da tutte le regioni della Terra senza alcuna difficoltà e che sia invisibile soltanto nelle aree più interne del continente antartico. Nell'emisfero nord invece appare circumpolare solo molto oltre il circolo polare artico. La sua magnitudine pari a 5,2 fa sì che possa essere scorta solo con un cielo sufficientemente libero dagli effetti dell'inquinamento luminoso.
Il periodo migliore per la sua osservazione nel cielo serale ricade nei mesi compresi fra dicembre e maggio; da entrambi gli emisferi il periodo di visibilità rimane indicativamente lo stesso, grazie alla posizione della stella non lontana dall'equatore celeste.

## Caratteristiche fisiche
La stella è una gigante bianco-gialla e forma un sistema binario assieme ad una stella che visualmente dista 4 secondi d'arco dalla principale. La compagna è una stella di tipo spettrale K1, una nana arancione distante in realtà 440 UA dalla principale e che impiega oltre 5000 anni per compiere una rivoluzione.
possiede una magnitudine assoluta di 0,08 e la sua velocità radiale positiva indica che la stella si sta allontanando dal sistema solare.